# Plastunka
Plastunka (en ruso: Пластунка, en georgiano: პლასტუნკა) es un seló del distrito de Josta de la unidad municipal de la ciudad de Sochi del krai de Krasnodar, en el sur de Rusia. Está situado a orillas del río Sochi, 9 km al norte de Sochi y 164 km al sureste de Krasnodar, la capital del krai. Tenía 2 498 habitantes en 2010. Sus principales nacionalidades son la georgiana y la rusa.
Pertenece al ókrug rural Baránovski.

## Historia

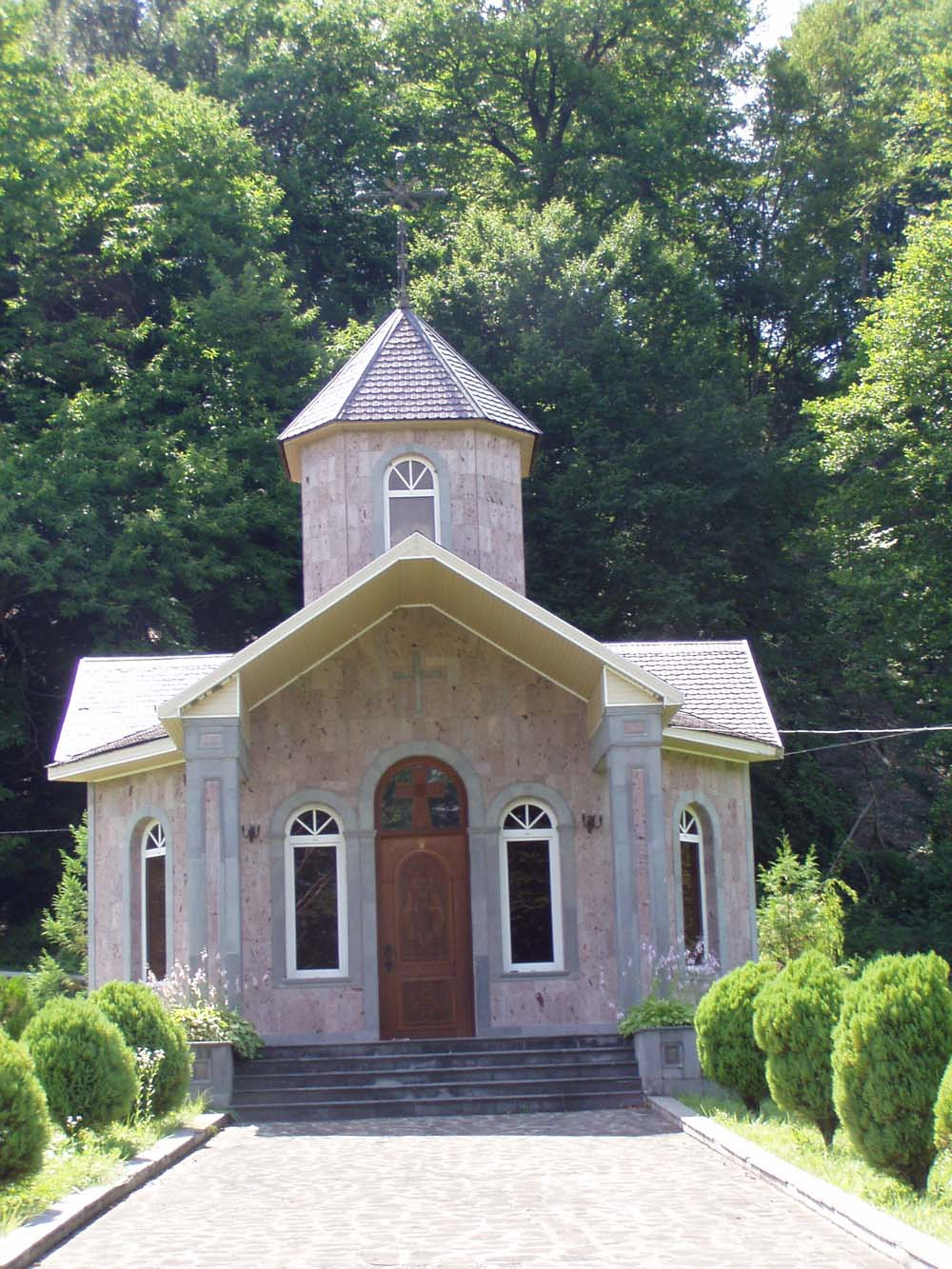
Iglesia ortodoxa georgiana de San Nino, en el cementerio Verjneplastúnskoye, en la zona alta de la localidad.

Antes del fin de la guerra ruso-circasiana, el territorio en la orilla derecha del río Sochi pertenecía al aul ubijé Mutyjuasua, residencia principal de los príncipes ubijé Berzek. Al sur de la localidad, junto a la Puerta de Plastunka se hallaba un álamo blanco considerado sagrado por los ubijé que se conservó hasta la década de 1920. Bajo este árbol, el consejo de la localidad, encabezado por el príncipe Nerantuj Berzek, decidió en 1864 su muhayir (exilio religioso) al Imperio otomano, de funestas consecuencias para su cultura, que sería asimilada por la turca
La localidad actual fue fundada en 1869 como asentamiento Plastúnskoye, originalmente poblado por cosacos plastún participantes en la guerra del Cáucaso. Entre 1881 y 1886 se establecieron en la localidad 57 familias georgianas y entre 1886 y 1894 otras 23 familias de esa nacionalidad. En el año 2007 la localidad fue dotada de un sistema de distribución de gas, construido desde 1997 y que tiene 6.5 km de longitud total.

## Lugares de interés
- Iglesia ortodoxa georgiana de San Nino (1993)
- Cementerio ortodoxo georgiano Verjneplastúnskoye.
- Cementerio ortodoxo georgiano Nizhneplastúnskoye.
- Kartódromo municipal de Sochi